# I Need a Girl (Part One)
I Need a Girl (Part One) è un singolo del rapper statunitense P. Diddy, pubblicato nel 2002 ed estratto dall'album We Invented the Remix. Il brano vede la partecipazione di Usher e Loon.

## Tracce
1. I Need a Girl (Part One) – 4:14
2. U Don't Have to Call (Usher) – 3:54
3. I Need a Girl (Part Two) (P. Diddy & Ginuwine feat. Loon, Mario Winans & Tammy Ruggeri) – 4:48
4. U Don't Have to Call (remix; Usher feat. Ludacris) – 4:18
5. I Need a Girl (Part One) (video)
6. U Don't Have to Call (video)

## Video
Il videoclip della canzone è caratterizzato dai cameo di Craig Mack, DJ Clue e Fabolous.